# 吉村信吉

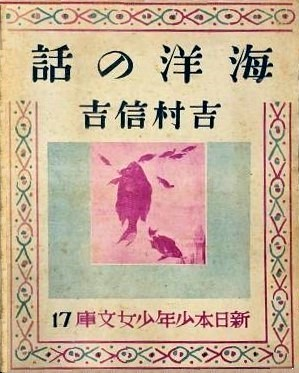
『海洋の話』1942年（昭和17年）

吉村 信吉（よしむら しんきち、1907年（明治40年）8月21日 - 1947年（昭和22年）1月21日）は、日本の湖沼学者。

## 人物
1907年8月21日、吉村信二、千代の子として東京市牛込区（現・新宿区）に生まれる。東京府立第五中学校（現・東京都立小石川高等学校）、浦和高等学校、東京帝国大学理学部地理学科卒業。中学時代に五中の同窓会誌に千葉県東金の雄蛇ヶ池における湖沼観測の結果を発表している。卒業論文は「鳥取県多鯰ケ池の湖沼学的研究」であった。1937年、東京帝国大学にて学位を受け、学位論文は「日本の湖沼の溶解性酸素」であった。東京文理科大学講師、東北帝国大学講師、九州帝国大学講師、陸軍予科士官学校教官、資源科学研究所員を務めた後、1945年3月に中央気象台（現・気象庁）海洋課陸水掛長となる。1947年1月21日、凍り付いた諏訪湖で観測作業中、氷が割れて事故死した。享年39。

## 業績
約20年間の研究活動の中で300以上の学術関係の記述をし、啓蒙記事を含めると350を超えるという。この350編の記述のうち、200以上が湖沼に関するもの、地理、気候、海洋が次ぎ、その他が地下水、温泉、河川などであった。湖沼の水温と循環、湖沼の化学成分の分析に力を入れ、水質データが蓄積するとヨーロッパの湖沼型・分類を改めて、日本湖沼独特の湖沼型を作成した。また、様々な研究者のデータを集約して、陸水学の全体像や今後の展望を示し、陸水学の進歩を促した。8冊の本を著した。

## 著書
- 吉村信吉 (1944), 日本湖沼学文献目録, 陸水学雑誌 別巻第1輯,
- 吉村信吉 (1944), 日本湖沼学文献目録, 地人書館
- 吉村信吉 (1976), 湖沼学 : 低圧気体における放電現象 (増補版 ed.), 生産技術センター
- 吉村信吉 (1984), 新座市教育委員会, ed., 野火止台地の地下水系統 : 故吉村信吉博士遺稿論文(昭和19年起稿), 新座市史調査報告書 第8集, 新座市

## 論文
- 国立情報学研究所収録論文 国立情報学研究所